# Organizacja wojenna plutonu taborowego
Organizacja wojenna plutonu taborowego – etat wojenny pododdziału taborów Wojska Polskiego II RP.
Plutony taborowe nie występowały w organizacji pokojowej wojska. Były pododdziałami formowanymi w wypadku wojny według założeń planu mobilizacyjnego "W".
W 1939 roku zostało zmobilizowanych trzydzieści plutonów taborowych dla czynnych dywizji piechoty oraz planowano sformować kolejnych dwanaście plutonów dla związków operacyjnych, odwodu Naczelnego Wodza i okręgów korpusów. 
Jednostkami mobilizacyjnymi było dziesięć pułków artylerii ciężkiej (23 plutony), pięć pułków artylerii lekkiej (5 plutonów), jeden dywizjon artylerii ciężkiej (1 pluton) oraz dwa dywizjony i cztery kadry dywizjonów taborów (12 plutonów), a także szkoła podchorążych rezerwy artylerii (1 pluton). Formacje artylerii mobilizowały plutony dla wielkich jednostek piechoty, natomiast formacje taborów formowały plutony dla związków operacyjnych i okręgów korpusów.
Trzydzieści plutonów taborowych było przeznaczonych do przewozu dwóch jednostek ognia dla każdego z dywizjonów artylerii ciężkiej typu II, wchodzących w skład czynnych dywizji piechoty.
Organizacja wojenna L. 3346/mob. org. plutonu taborowego przewidywała 33 żołnierzy, w tym jednego oficera (dowódca plutonu) oraz trzydziestu dwóch podoficerów i szeregowych. Pluton posiadał 59 koni. Na jego wyposażeniu znajdowały się dwa wozy gospodarcze i dwadzieścia sześć wozów taborowych. W przypadku zastąpienia wozów parokonnych wozami jednokonnymi ich liczba ulegała podwojeniu. 
Dwadzieścia sześć plutonów (62%) zostało zmobilizowanych w okresie zagrożenia i w alarmie, w pięciu grupach jednostek oznaczonych kolorami:
- zielonym – jednostki wzmacniane (uzupełniane do stanów wojennych) i formowane w okresie zagrożenia,
- czarnym – jednostki przeznaczone w czasie pokoju do zadań specjalnej interwencji wewnątrz lub na zewnątrz państwa, a w czasie mobilizacji do wzmocnienia sił w strefie granicy zagrożonej,
- czerwonym – jednostki przeznaczone do osłony granicy wschodniej,
- niebieskim – jednostki przeznaczone do osłony granicy zachodniej,
- żółtym – jednostki przeznaczone do wzmocnienia osłony obu granic.

Szesnaście plutonów (38%) miało zostać zmobilizowanych w mobilizacji powszechnej, przy czym dwanaście plutonów przeznaczonych dla armii, ONW i OK miało osiągnąć gotowość bojową dopiero 12-14 dnia mobilizacji.
23 marca 1939 roku zarządzona została mobilizacja trzech dywizji piechoty na terenie Okręgu Korpusu Nr IX i jednej na terenie Okręgu Korpusu Nr IV. Zmobilizowano wówczas cztery plutony taborowe: 
- pluton taborowy Nr 9 dla 9 DP,
- pluton taborowy Nr 20 dla 20 DP,
- pluton taborowy Nr 26 dla 26 DP,
- pluton taborowy Nr 30 dla 30 DP.

W maju 1939 roku został ustalony przydział dwunastu plutonów taborowych, formowanych w mobilizacji powszechnej dla armii, odwodu Naczelnego Wodza oraz okręgów korpusów:
- Samodzielna Grupa Operacyjna „Narew” – 1 pluton (nr 361 ?),
- Armia „Modlin” – 1 pluton (nr 131 ?)
- Armia „Łódź” – 1 pluton (nr 431 ?)
- Odwód Naczelnego Wodza (w rejonie Warszawa-Brześć) – 3 plutony
- okręgi korpusów – 6 plutonów

13 sierpnia 1939 roku zarządzona została mobilizacja 13 i 27 Dywizji Piechoty na terenie Okręgu Korpusu Nr II. Dla obu dywizji zostały sformowane plutony taborowe nr 13 i 27.
24 sierpnia 1939 roku została rozpoczęta mobilizacja alarmowa dwudziestu czynnych dywizji piechoty, a w ich składzie plutonów taborowych.
31 sierpnia 1939 roku był pierwszym dniem mobilizacji powszechnej, w ramach której formowały się plutony taborowe dla 3, 5, 11 i 24 DP.
| Tryb mobilizacji                      | Numery plutonów taborowych                                             | Razem plutonów |
| ------------------------------------- | ---------------------------------------------------------------------- | -------------- |
| Okres zagrożenia, grupa zielona       | 13, 19, 22                                                             | 3              |
| Okres zagrożenia, grupa czarna        | 26, 28                                                                 | 2              |
| Mobilizacja alarmowa, grupa czerwona  | 1, 12, 20, 27, 30                                                      | 5              |
| Mobilizacja alarmowa, grupa niebieska | 4, 8, 15, 16, 18                                                       | 5              |
| Mobilizacja alarmowa, grupa żółta     | 2, 6, 7, 9, 10, 14, 17, 21, 23, 25, 29                                 | 11             |
| I rzut mobilizacji powszechnej        | 3, 5, 11, 24, 61, 62, 131, 231, 361, 431, 561, 562, 563, 564, 565, 566 | 16             |

| Numer plutonu | Jednostka mobilizująca         | Tryb mobilizacji | Przydział | Dowódca plutonu          |
| ------------- | ------------------------------ | ---------------- | --------- | ------------------------ |
| 1             | 3 pułk artylerii ciężkiej      | Czerwona         | 1 DP Leg. | ?                        |
| 2             | 10 pułk artylerii ciężkiej     | Żółta            | 2 DP Leg. | ?                        |
| 3             | 2 pułk artylerii ciężkiej      | mob. pow. -5-    | 3 DP Leg. | ?                        |
| 4             | 8 pułk artylerii ciężkiej      | Niebieska        | 4 DP      | ?                        |
| 5             | 6 pułk artylerii ciężkiej      | mob. pow. -5-    | 5 DP      | ?                        |
| 6             | 5 pułk artylerii ciężkiej      | Żółta            | 6 DP      | ?                        |
| 7             | 4 pułk artylerii ciężkiej      | Żółta            | 7 DP      | ?                        |
| 8             | 1 pułk artylerii ciężkiej      | Niebieska        | 8 DP      | ?                        |
| 9             | 9 pułk artylerii ciężkiej      | Żółta            | 9 DP      | ?                        |
| 10            | 4 pułk artylerii ciężkiej      | Żółta            | 10 DP     | ?                        |
| 11            | 6 pułk artylerii ciężkiej      | mob. pow. -4-    | 11 DP     | ?                        |
| 12            | 6 pułk artylerii ciężkiej      | Czerwona         | 12 DP     | ?                        |
| 13            | 2 pułk artylerii ciężkiej      | Zielona          | 13 DP     | ?                        |
| 14            | 7 pułk artylerii ciężkiej      | Żółta            | 14 DP     | ?                        |
| 15            | 8 pułk artylerii ciężkiej      | Niebieska        | 15 DP     | ?                        |
| 16            | 8 pułk artylerii ciężkiej      | Niebieska        | 16 DP     | ?                        |
| 17            | 17 pułk artylerii lekkiej      | Żółta            | 17 DP     | ?                        |
| 18            | Mazowiecka SPRArt              | Niebieska        | 18 DP     | ?                        |
| 19            | 3 pułk artylerii ciężkiej      | Zielona          | 19 DP     | ?                        |
| 20            | 20 pułk artylerii lekkiej      | Czerwona         | 20 DP     | ?                        |
| 21            | 5 pułk artylerii ciężkiej      | Żółta            | 21 DPG    | ?                        |
| 22            | 10 pułk artylerii ciężkiej     | Zielona          | 22 DPG    | ?                        |
| 23            | 5 pułk artylerii ciężkiej      | Żółta            | 23 DP     | ?                        |
| 24            | 10 pułk artylerii ciężkiej     | mob. pow. -5-    | 24 DP     | ?                        |
| 25            | 7 pułk artylerii ciężkiej      | Żółta            | 25 DP     | ?                        |
| 26            | 26 pułk artylerii lekkiej      | Czarna           | 26 DP     | ?                        |
| 27            | 2 pułk artylerii ciężkiej      | Czerwona         | 27 DP     | ?                        |
| 28            | 28 dywizjon artylerii ciężkiej | Czarna           | 28 DP     | ?                        |
| 29            | 4 pułk artylerii ciężkiej      | Żółta            | 29 DP     | ?                        |
| 30            | 30 pułk artylerii lekkiej      | Czerwona         | 30 DP     | ppor. Kazimierz Podgajny |
| 61            | 10 dywizjon taborów            | mob. pow. -13-   | ?         | ?                        |
| 62            | 10 dywizjon taborów            | mob. pow. -13-   | ?         | ?                        |
| 131           | kadra 1 dywizjonu taborów      | mob. pow. -12-   | ?         | ?                        |
| 231           | kadra 2 dywizjonu taborów      | mob. pow. -14-   | ?         | ?                        |
| 361           | kadra 3 dywizjonu taborów      | mob. pow. -13-   | ?         | ?                        |
| 431           | kadra 4 dywizjonu taborów      | mob. pow. -13-   | 44 DP     | ?                        |
| 561           | 5 dywizjon taborów             | mob. pow. -13-   | ?         | ?                        |
| 562           | 5 dywizjon taborów             | mob. pow. -13-   | ?         | ?                        |
| 563           | 5 dywizjon taborów             | mob. pow. -13-   | ?         | ?                        |
| 564           | 5 dywizjon taborów             | mob. pow. -13-   | ?         | ?                        |
| 565           | 5 dywizjon taborów             | mob. pow. -13-   | ?         | ?                        |
| 566           | 5 dywizjon taborów             | mob. pow. -13-   | ?         | ?                        |